# Lista de prefeitos de Rancho Queimado
Esta é a lista de prefeitos e vice-prefeitos de Rancho Queimado, município brasileiro do estado de Santa Catarina::
| N  | Nome                     | Partido | Vice-prefeito           | Início do mandato      | Fim do mandato         | Observação                                    |
| -- | ------------------------ | ------- | ----------------------- | ---------------------- | ---------------------- | --------------------------------------------- |
| 1  | Arno Sell                | —       | —                       | 25 de Novembro de 1963 | 31 de Janeiro de 1969  | —                                             |
| 2  | Ino Nicoleit             | —       | —                       | 31 de Janeiro de 1973  | 31 de Janeiro de 1977  | —                                             |
| 3  | José Dimas de Medeiros   | ARENA   | —                       | 31 de Janeiro de 1973  | 31 de Janeiro de 1977  | —                                             |
| 4  | Altamiro Diniz           | ARENA   | —                       | 1 de Fevereiro de 1977 | 31 de Janeiro de 1983  | —                                             |
| 5  | Adelmar Sell             | PDS     | Arno Sell               | 1 de Fevereiro de 1983 | 31 de Dezembro de 1988 | —                                             |
| 6  | Altamiro Diniz           | PDS     | Isaac Diniz             | 1 de Janeiro de 1989   | 31 de Dezembro de 1992 | —                                             |
| 7  | Isaac Diniz              | PRN     | Adelmar Sell            | 1 de Janeiro de 1993   | 31 de Dezembro de 1996 | —                                             |
| 8  | Mério Cesar Goedert      | PMDB    | Carlos Alberto Schiller | 1 de Janeiro de 1997   | 31 de Dezembro de 2000 | —                                             |
| 8  | Mério Cesar Goedert      | PMDB    | Valcir Hugen            | 1 de Janeiro de 2001   | 31 de Dezembro de 2004 | —                                             |
| 9  | Valcir Hugen             | PMDB    | Josenei Tadeu Schiller  | 1 de Janeiro de 2005   | 31 de Dezembro de 2008 | —                                             |
| 10 | Mério Cesar Goedert      | PMDB    | Valcir Hugen            | 1 de Janeiro de 2009   | 31 de Dezembro de 2012 | —                                             |
| 11 | Valcir Hugen             | PSD     | Isaac Diniz             | 1 de Janeiro de 2013   | 31 de Dezembro de 2016 | —                                             |
| 12 | Cleci Aparecida Veronezi | PMDB    | Ino Guilherme Westphal  | 1 de Janeiro de 2017   | 31 de Dezembro de 2020 | Prefeito e vice eleitos em sufrágio universal |
| 12 | Cleci Aparecida Veronezi | PMDB    | Ino Guilherme Westphal  | 1 de Janeiro de 2021   | 31 de Dezembro de 2024 | Prefeito e vice eleitos em sufrágio universal |
| 13 | Tiago Schutz             | PL      | Renato Bunn             | 1 de Janeiro de 2025   | Atual                  | Prefeito e vice eleitos em sufrágio universal |